# Kathedraal van Senlis
De Onze-Lieve-Vrouwekathedraal (Frans: Cathédrale Notre-Dame) is een voormalige rooms-katholieke kathedraal in Senlis, Hauts-de-France, Frankrijk. Het kerkgebouw is nog wel als parochiekerk in gebruik voor de rooms-katholieke eredienst.
De kathedraal is gebouwd tussen 1153 en 1191. Het gebouw is een der oudste in gotische stijl gebouwde kerken van Frankrijk en geldt als een zeer belangrijk cultuurmonument. Met name het west- of Mariaportaal wordt gezien als voorbeeld voor latere soortgelijke gebouwen, onder andere de Notre Dame in Parijs. Het tympaan is namelijk het oudste, dat is voorzien van een voorstelling van de Kroning van Maria in plaats van het Laatste Oordeel. Dit weerspiegelt de in die tijd (1170) in opmars zijnde Mariaverering. De zuidelijke toren dateert uit de 13e eeuw. De transepten werden gebouwd tussen 1530 en 1556, na een brand.
Voorheen was het de zetel van het bisdom Senlis, dat onder het Concordaat van 15 juli 1801 werd opgeheven. Het bisdom werd toen onderdeel van het bisdom Noyon.

## Galerij

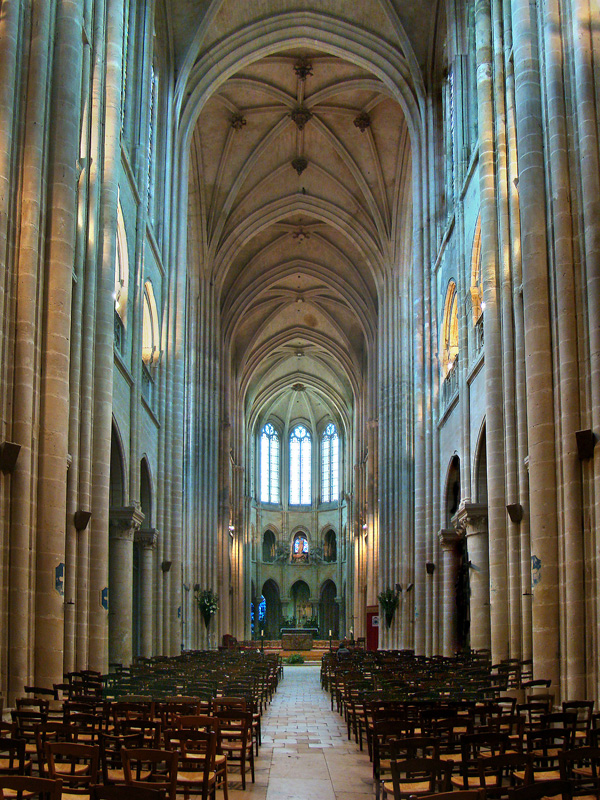
Het schip
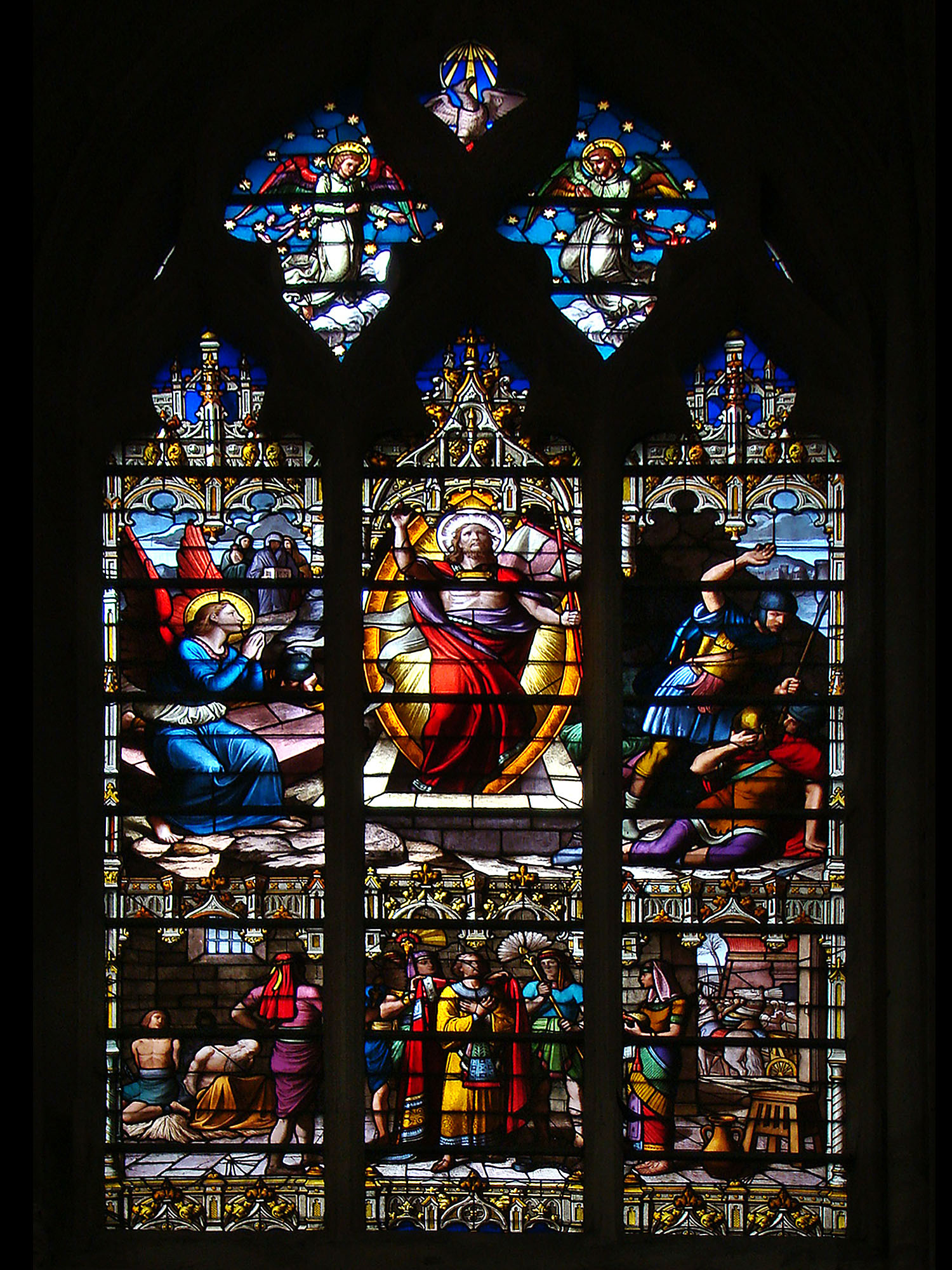
Gebrandschilderd glas
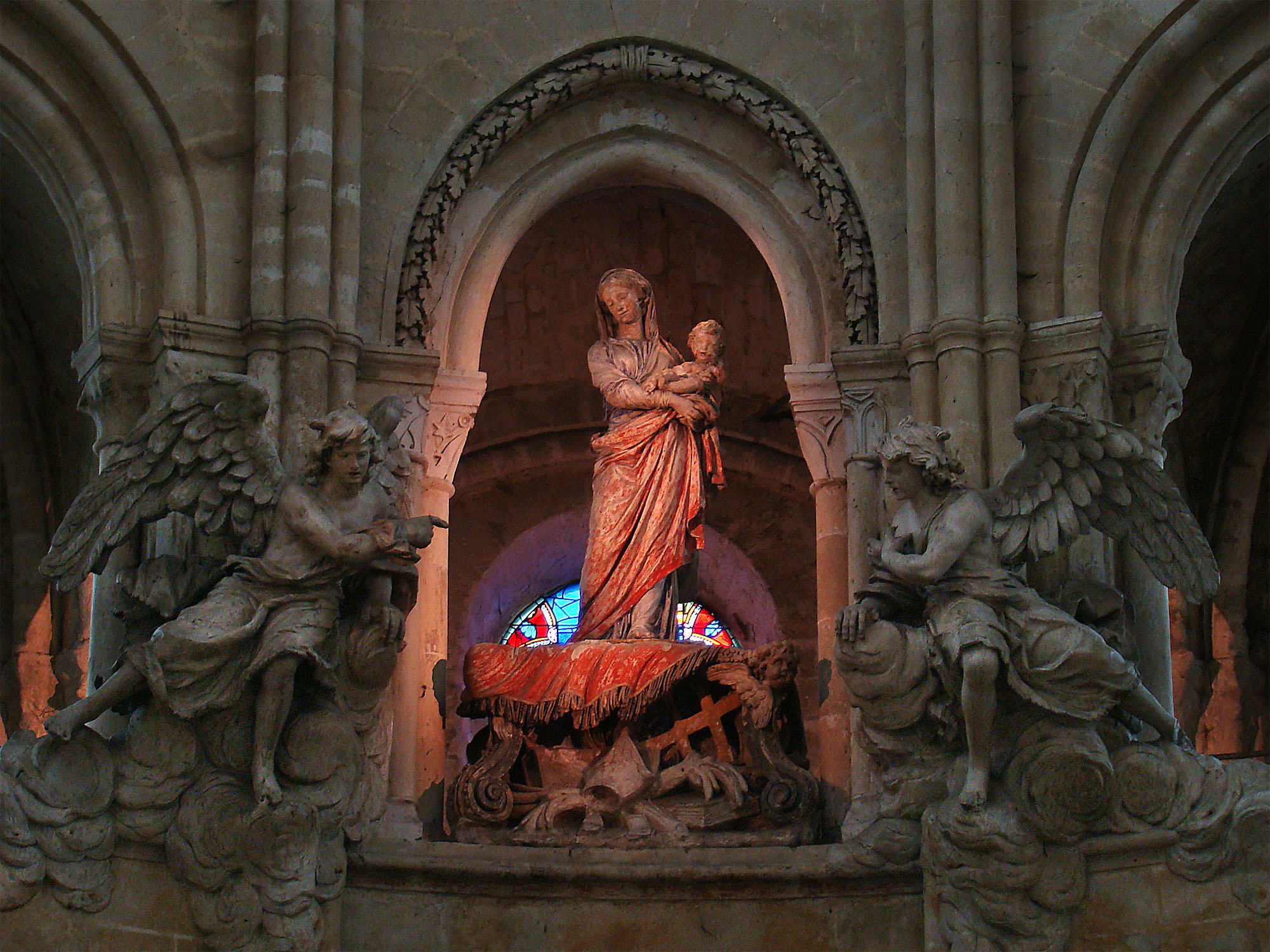
In de apsis
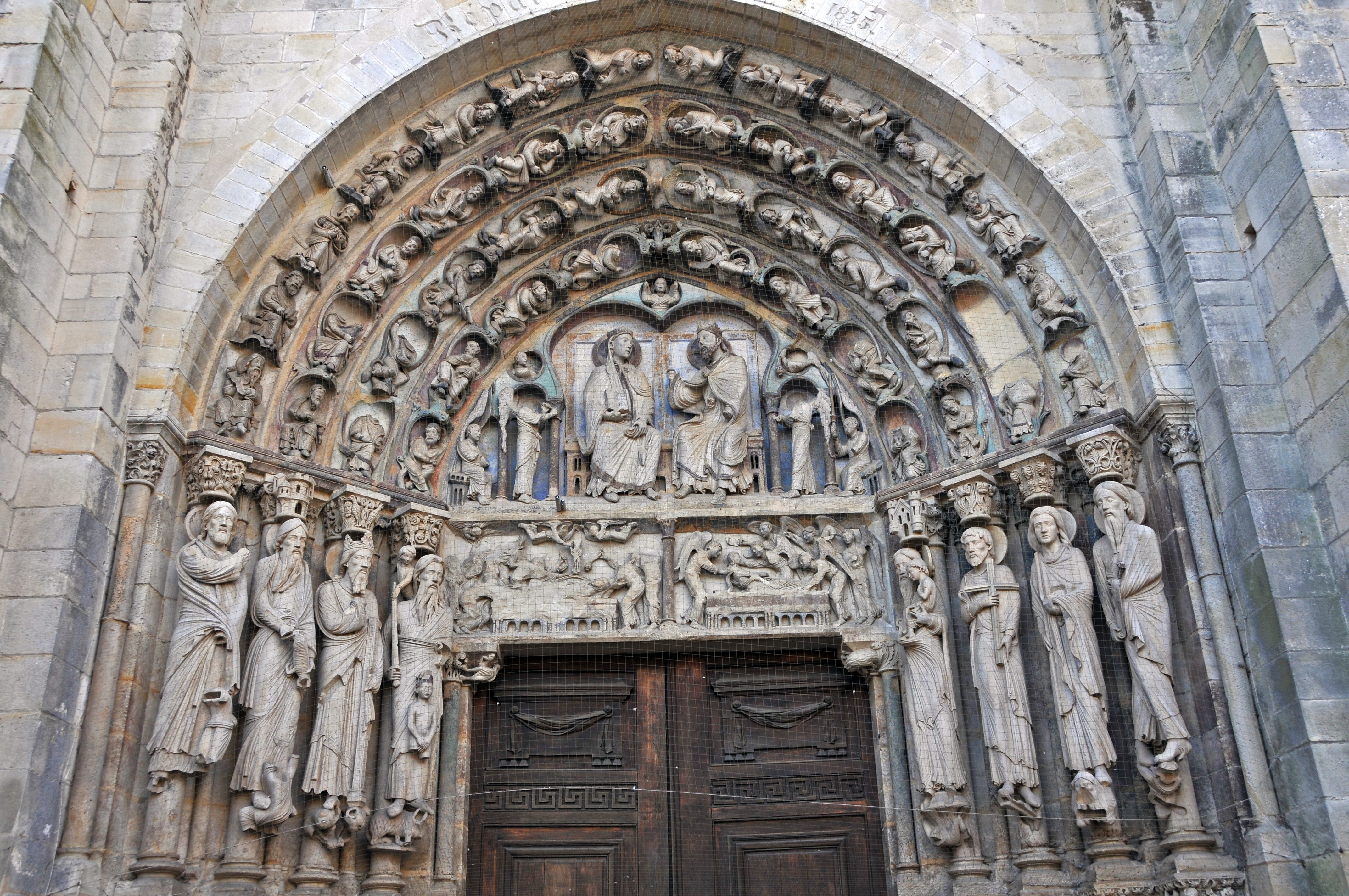
Senlis kerkportaal westgevel
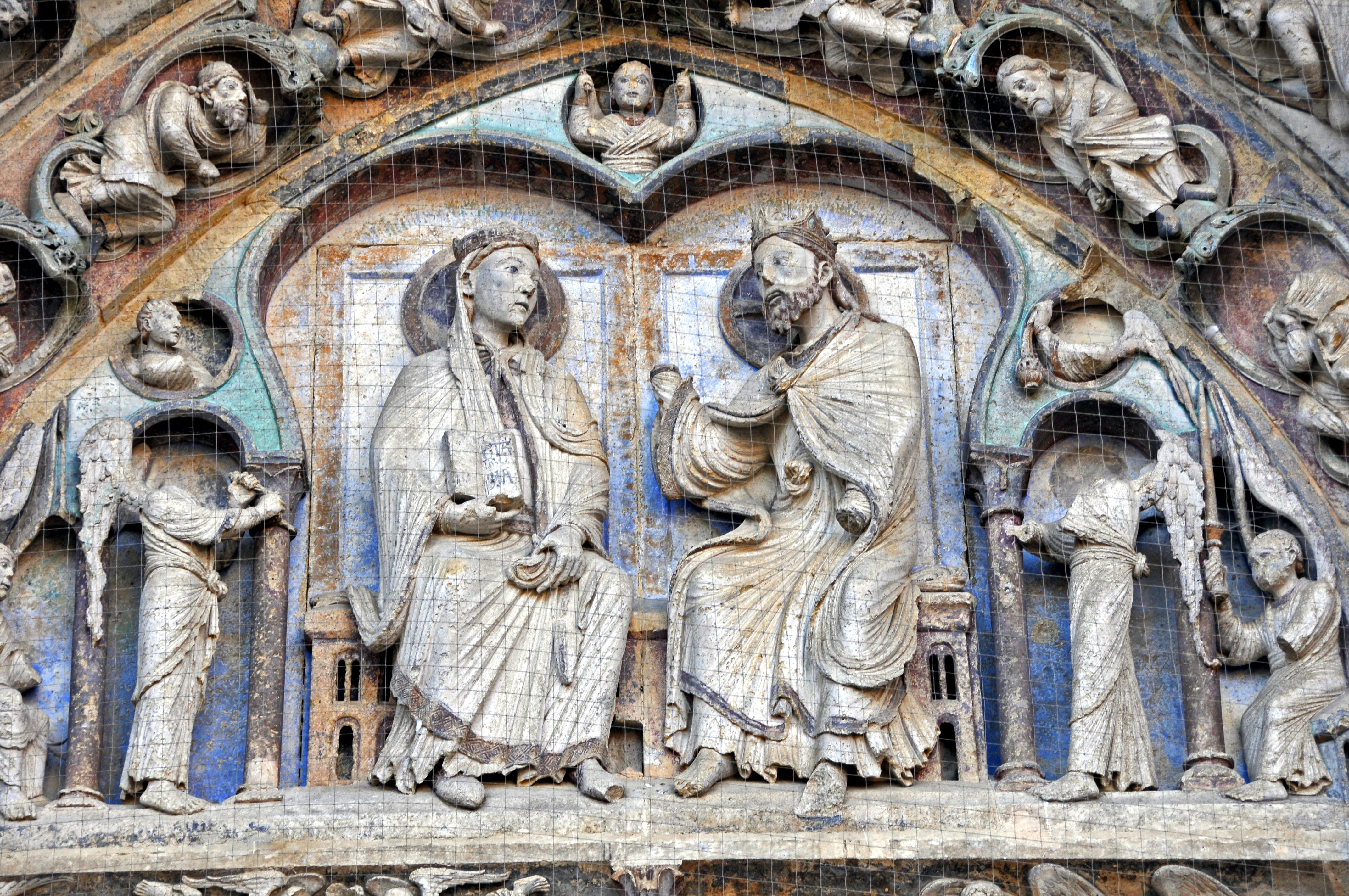
Senlis kerkportaal detail westgevel